# La Ondo de Esperanto
La Ondo de Esperanto (укр. Хвиля есперанто) — журнал мовою есперанто, що видавався в Росії з 1909 по 1917 рік (Москва) і відновлений у 1991 р. видавництвом Sezonoj, спочатку в Єкатеринбурзі, з 2001 р. в Калінінграді. З 1997 р. виходить щомісяця на 24 сторінках А4 з щорічним літературним додатком.
Журнал публікує матеріали про події у світі, пов'язані з есперанто. У рубриці «Трибуна» обговорюються проблеми есперанто-спільноти та світової політики. Крім того, в кожному номері друкується оригінальна і перекладна художня література, рецензії на нові книги та диски, статті з історії та лінгвістики. Регулярно проводяться інтелектуальні конкурси, є куточок гумору.
Щорічно редакція визначає «Есперантист року», в голосуванні беруть участь експерти з багатьох країн світу.
Під егідою журналу щороку проходить міжнародний літературний конкурс творів та перекладів мовою есперанто «Liro».